# Alfred Nourney

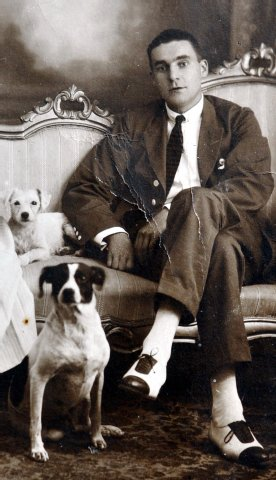
Bild des Titanic-Überlebenden Alfred Nourney mit seinen Hunden.

Alfred Nourney, auch bekannt als Baron Alfred von Drachstedt (* 26. Februar 1892 in Nimwegen, Niederlande; † 15. November 1972 in Deutschland) war ein Passagier der 1. Klasse der Titanic.

## Leben

### Als Passagier auf derTitanic
Alfred Nourney, Sohn einer deutschen Mutter und eines niederländischen Vaters, buchte eine Fahrkarte der 2. Klasse, und ging am 10. April 1912 in Cherbourg an Bord der Titanic. Kurz danach buchte er gegen einen Aufpreis von £ 38,00 in die 1. Klasse um und bezog Kabine D38. Dabei gab er sich als Baron Alfred von Drachstedt aus.
Seine offenkundige Absicht war es, sich unter den wohlhabenden Fahrgästen der 1. Klasse als Glücksspieler viel Geld zu erspielen. Zu diesem Zweck hatte er für $ 2.130,00 Schmuck, Spazierstöcke, Anzüge und sonstige Sachen gekauft. Seine Ziele lassen sich auch aus einer Postkarte erahnen, die er am zweiten Tag der Reise von Queenstown aus seiner Mutter Adele Wolff nach Köln schickte: „Liebe Mutter, Ich bin so glücklich auf meiner ersten Klasse! Ich kenne schon sehr nette Leute! Einen Brillantenkönig! Mister Astor einer der reichsten Amerikaner ist an Bord! Tausend Küsse, Alfred“.
Auf der Reise schickte Nourney 13. April um 22.20 zwei Funksprüche an Land:
1. Wolff Sachsenring Cöln: Drahtlosen Grus. [ sic ]
2. Jarkonska Rothgerberbach Cöln: Drahtlosen Kuss in liebe Alfred.

Während der erste Funkspruch an seine Mutter gerichtet war, ging der zweite an eine Frau Jarkonska, Nourneys mutmaßliche Freundin.
In der Nacht des Untergangs spielte er gerade im Rauchsalon Karten, als das Schiff mit dem Eisberg kollidierte. Nourney wie auch die beiden Männer konnten gegen 0:45 Uhr in Rettungsboot Nr. 7 entkommen, dem ersten Boot, das in der Nacht zu Wasser gelassen und später von der Carpathia gerettet wurde. Ein von dort an seine Mutter adressiertes Telegramm blieb ungesendet:
Wolff, Cöln Sachsenring: Titanic gesunken! Gerettet an Bord von Carpathia. Cunard Line. Vollständig mittel und kleiderlos. Alfred.

### Nach der Rettung

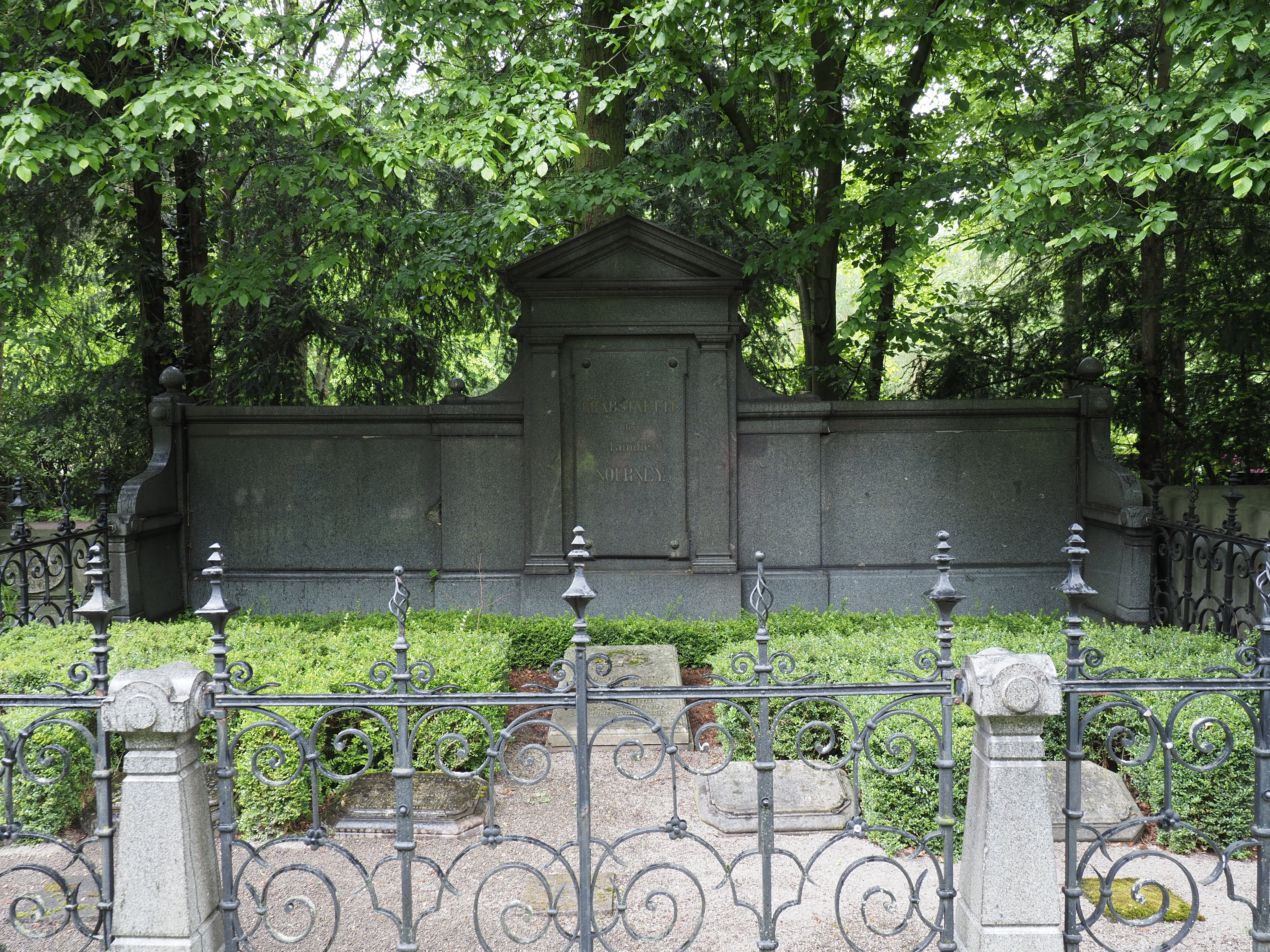
Grabstätte der Familie Nourney

Nach Ankunft in New York kehrte er von dort wenige Wochen später per Schiff nach Europa zurück. Er ließ sich zunächst in Paris und später in Bad Honnef nieder. Nourney wurde Vertreter bei Daimler-Benz und in den 1930ern Teilnehmer bei Motorsportrennen sowie Mitglied im Tennisclub „Rot-Weiß“ von Bad Honnef. Er heiratete und hatte zwei Töchter.
1962 wurde er vom Süddeutschen Rundfunk über seine Erlebnisse auf der Titanic interviewt. Das Geräusch der Ertrinkenden beschrieb er darin „wie eine Sirene“.
Alfred Nourney starb im Alter von 80 Jahren und wurde im Familiengrab auf dem Kölner Melaten-Friedhof beigesetzt.